# ريتشارد والش
ريتشارد والش (بالإنجليزية: Richard A. Walsh)‏ (و. 1930 – 2005 م) هو محام من الولايات المتحدة الأمريكية .